# Марин, Антонио (футболист, 1999)
Анто́нио Мари́н Кольма́н (исп. Antonio Marín Colmán; 21 июля 1999 года, Консепсьон) — парагвайский футболист, играющий на позиции нападающего. Ныне выступает за парагвайский клуб «Гуарани».

## Клубная карьера
Антонио Марин начинал свою карьеру футболиста в парагвайском «Гуарани». 26 февраля 2017 года он дебютировал в парагвайской Примере, выйдя в основном составе в домашней игре с «Олимпией». Через две недели Марин забил свой первый гол на высшем уровне, открыв счёт в домашнем поединке с асунсьонским «Индепендьенте» уже на шестой минуте матча. Спустя шесть минут он сделал дубль.